# Konrad Gund
Konrad Gund (* 25. April 1907 in Wien; † 30. oder 31. Mai 1953 in Göttingen) war Physiker und Elektroingenieur.

## Werdegang
Gund besuchte die Oberrealschule Wien bis zur Matura (Abitur) und studierte Elektrotechnik an der TH Wien und trat 1931 als Diplom-Ingenieur in die Röntgenabteilung der Firma Siemens & Halske in Wien ein. Er heiratete 1932 Dejanire Caurairy (1909–1953).
1936 wechselte er in das Konstruktionsbüro von Siemens-Reiniger in Erlangen. Ab 1942 entwickelte er erstmals in Deutschland im Auftrag des Reichsforschungsrates einen Elektronenbeschleuniger vom Typ Betatron. Dieser war gerade von Donald Kerst von der Universität Illinois entwickelt worden. Ein 6-MeV-Betatron wurde im April 1944 in Erlangen betriebsfertig. Einige Monate später ging 1944 das 15 MeV - Betatron von Rolf Wideröe in Hamburg bei C.H.F. Müller für das Reichsluftfahrtministerium in Betrieb. Gegen Kriegsende beschlagnahmten die Alliierten das Gerät und verboten eine Grundlagenforschung damit. Wolfgang Paul erreichte durch Verhandlungen mit der britischen Besatzung, dass ein Betatron in Göttingen ab 1946 erstmals zur Krebstherapie von dem Dermatologen Horst-Günther Bode (1904–1990) an der Universität Göttingen eingesetzt werden durfte. Der Physiker Hans Kopfermann benutzte es auch für noch verbotene physikalische Grundlagenexperimente. Von Gerhard Schubert wurden die Wirkungen von Elektronenstrahlen auf Pflanzen- und Tiergewebe vom Radiologischen Institut der Gynäkologischen Universitätsklinik  untersucht. Mit dem sogenannten „Wunder von Göttingen“ konnten auch zahlreiche Hautkrebspatienten am ersten Betatron im II. Physikalischen Institut, Bunsenstraße therapiert werden. Gund betreute die Anlage und konnte gleichzeitig 1947 bei Kopfermann promovieren: Eine Elektronenschleuder für 6 Millionen Elektronenvolt. Diese erfolgreiche Arbeit brachte ihm 1949 den Aufstieg in die Gesamtleitung des Konstruktionsbüros von Siemens-Reiniger. Ein weiterentwickeltes Betatron II mit 15 MeV wurde 1952 in der Göttinger Hautklinik, Am Steinsgraben, in Betrieb genommen und blieb dort bis 1959. Der Elektronenstrahl befand sich nun in einer evakuierten Keramikröhre. Doch das Vakuum blieb nicht stabil. Gund wollte unbedingt auf eine ständige Vakuumpumpe verzichten. Als er keine Lösung fand, nahm er sich durch Einatmen von Leuchtgas an diesem Tag das Leben. Seine erschütterte Frau folgte ihm einen Tag später mit einer bewussten Gasvergiftung in Erlangen.

## Veröffentlichungen
- Konrad Gund: Eine Elektronenschleuder für sechs Millionen Elektronenvolt. Dissertation, Göttingen, Mathematisch-naturwissenschaftliche Fakultät, 5. Mai 1947